# Xylotrechus consocius
Xylotrechus consocius is een keversoort uit de familie van de boktorren (Cerambycidae). De wetenschappelijke naam van de soort werd voor het eerst geldig gepubliceerd in 1906 door Charles Joseph Gahan.